# Georges Octors
Georges Octors, né le 2 avril 1923 à Gamboni (Congo belge) et mort à Bruxelles le 18 juin 2020, est un violoniste et un chef d'orchestre belge.

## Biographie
Georges Octors naît le 2 avril 1923 à Gamboni au Congo belge d'un père belge et d'une mère congolaise.
Il a connu une carrière fulgurante de violoniste et de chef d'orchestre ; il fut lauréat de divers concours internationaux, comme le « Prix Henry Vieuxtemps » en 1941. Ses professeurs au Conservatoire de Bruxelles étaient Mathieu Crickboom et Maurice Raskin. En 1956, il crée l’Ensemble Bach d’Anvers. Cet orchestre de chambre réputé est accueilli avec enthousiasme au cours de ses nombreuses tournées européennes. André Cluytens, directeur musical de l’Orchestre national de Belgique l’engage en 1960 comme assistant. En 1975, Georges Octors devient à son tour chef et directeur musical de cette formation symphonique. Très apprécié aux Pays-Bas, Georges Octors y dirige plusieurs orchestres. Il assurera la direction musicale du Gelders Orkest à Arnhem pendant dix ans. Il est invité par un grand nombre d’orchestres en Europe, aux États-Unis, en Russie et en Corée du Sud où il est accueilli triomphalement chaque année. De 1976 à 1989, il dirigea les finales du prestigieux Concours Reine Élisabeth. En tant que chef d'orchestre, il a procédé à la création de nombreuses œuvres de compositeurs européens. Tel fut le cas du Queen's Concerto (Concerto de la Reine), une œuvre de Didier Van Damme, que Georges Octors créa à la tête de l'Orchestre national de Belgique. Durant sept années Georges Octors assume également la direction musicale de l'Orchestre royal de Chambre de Wallonie réalisant avec cette phalange quelques enregistrements discographiques très remarqués par la presse internationale spécialisée. Ayant donné des concerts dans toutes les grandes capitales du monde, Georges Octors fut aussi professeur honoraire des Conservatoires royaux de Gand et de Bruxelles. Georges Octors fut également président du jury du Concours de piano de Liège. Il présida également le jury du « Prix Rotary Breughel », concours destiné à valoriser l'enseignement de jeunes talents de moins de 18 ans.
Son fils Georges-Élie Octors est également chef d'orchestre.
Georges Octors meurt à Bruxelles le 18 juin 2020.

## Récompenses
- Commandeur de l'ordre de Léopold II[7]